# Мехмед Абдулкадир-эфенди
Шехзаде́ Мехме́д Абдулкади́р-эфе́нди, (осман. شہزادہ محمد عبدلقادر‎) после 1922 года Османоглу, Мехмед Абдулкадир (16 января 1878 Стамбул, Османская империя — 16 марта 1944 София, Болгария) — османский принц, третий сын султана Абдул-Хамида II и его четвёртой жены Бидар Кадын-эфенди.

## Биография
Родился 16 января 1878 года в Долмабахче в семье султана Абдул-Хамида II и его четвёртой жены Бидар Кадын-эфенди. Получил образование в частном порядке (в его образование также входили скрипка и фортепиано). После получения образования был назначен командиром конного полка императорской гвардии. В 1909 году после свержения отца отправился вместе с ним в Салоники. Через год вернулся в Стамбул. После ликвидации халифата отправился в изгнание. Проживал в Будапеште и зарабатывал на жизнь игрой на скрипке. С началом Второй мировой войны переехал в Софию где и умер в 1944 году, в подвале во время бомбежки от инфаркта. Похоронен там же.

## Семья
Мехмед Абдулкадир был женат 6 раз и имел шестерых детей:
- Михрибан Ханым-эфенди (18 мая 1890, Стамбул — 1956, Каир) — брак заключён 6 июня 1907 года во дворце Йылдыз, аннулирован в 1923 году.
  - Мехмед Орхан-эфенди (11 июля 1909, Стамбул — 12 марта 1994, Ницца) — был дважды женат: в первом браке с Нафиёй Йеген у него родилась дочь Фатьма Неджла; во втором браке с Маргаритой Ирмой Фурнье у Мехмеда Орхана был пасынок Мехмед Селим Орхан. Мехмед Орхан возглавлял династию Османов с 1983 по 1994 год.
- Хатидже Маджиде Ханым-эфенди (14 сентября 1899, Адапазары — 1943, Салоники) — брак заключён 1 июня 1913 года во дворце Кызылтопрак, аннулирован в 1923 году.
  - Неджиб Эртугрул Абдулкадир-эфенди (15 марта 1915, Стамбул — 7 февраля 1994, Вена) — был женат на Гертруде Эмилии Тенглер, от которой имел сына и дочь.
  - Алаеддин Кадир-эфенди (2 января 1917, Стамбул — 26 ноября 1999, София) — был женат на Лидии Димитровой, от которой имел сына и дочь.
- Фатьма Мезиет Ханым-эфенди (17 февраля 1902, Измит — 13 ноября 1989, Стамбул) — брак заключён 5 февраля 1916 года во дворце Кызылтопрак.
  - Бидар-султан (3 января 1924, Стамбул — август 1924, Будапешт)
  - Сафвет Неслишах-султан[тур.] (25 декабря 1925, Будапешт — 30 мая 2014, Стамбул) — была дважды замужем: в первом браке за Авни Редой, от которого родила двоих сыновей, во втором — за Мехмедом Шефикой Зия.
- Мислимелек Ханым-эфенди
- Сюхандан Ханым-эфенди — брак аннулирован предположительно в 1906 году.
- Ирена Имер — брак заключён 4 июля 1924 года в Будапеште.
  - Осман-эфенди (1925, Будапешт — 1934, там же)